# Acigné
Acigné (bretó Egineg, gal·ló Aczeinyae) és un municipi francès situat al departament d'Ille i Vilaine i a la regió de Bretanya. L'any 2006 tenia 5.785 habitants. Limita amb els municipis de Noyal-sur-Vilaine al sud, Thorigné-Fouillard al nord-oest, Cesson-Sévigné a l'oest, Brécé al sud-est, Servon-sur-Vilaine a l'est, Liffré al nord, i La Bouëxière al nord-est.

## Demografia
| 1962                                       | 1968  | 1975  | 1982  | 1990  | 1999  |
| ------------------------------------------ | ----- | ----- | ----- | ----- | ----- |
| 1.557                                      | 1.776 | 2.319 | 3.554 | 4.361 | 5.246 |
| Des de 1962: població sense dobles comptes |       |       |       |       |       |

## Administració
| Període | Identitat   | Partit |
| ------- | ----------- | ------ |
| 1989-   | Guy Jouhier | PS     |